# John Millar
John Millar (* 22. Juni 1735; † 30. Mai 1801) war ein schottischer Jurist, Philosoph und Historiker.

## Leben
Geboren in Lanarkshire studierte Millar ab 1746 in Glasgow bis in die 1750er. Während seines Studiums wurde er einer der wichtigsten Anhänger von Adam Smith, dem Gründer der ökonomischen Wissenschaft, und wurde von dessen Logik und Moraltheorie stark beeinflusst.:275 Diesen Einfluss erkennt man nur teilweise an seinen Schriften, vieles offenbarte sich in seinen späteren Vorlesungen.:275 Nach seinem Studium nahm er eine Stellung bei Henry Home Kames auf, bevor er 1760 seine Anwaltszulassung erhielt. 1761 wurde er zum Regius Professor of Civil Law der University of Glasgow ernannt und unterrichtete das damals für das englische Privatrecht relevante römische Recht. Millar ermunterte seine Studenten zum debattieren und konversieren. Seine Vorlesungen verhalfen ihm zu landesweitem Ruhm.
Millar unterstützte die amerikanische Unabhängigkeit, äußerte sich gegen den Sklavenhandel und den Krieg gegen das Frankreich der Revolution.
Einer Seiner Söhne, James, wurde Professor für Mathematik, ebenfalls in Glasgow.

## Werke

### Vom Ursprung des Unterschieds in den Rangordnungen und Ständen der Gesellschaft
Werner Sombart stellte fest, dass dieses unterbewertete:275 Buch kurz nach seinem Erscheinen mehrfach ins Deutsche übersetzt und kommentiert worden war, dass es hernach aber völlig verschollen ging, obwohl es eine der besten und vollständigsten Soziologien enthielt.
The Origin of the Distinction of Ranks, Or, An Inquiry Into the Circumstances which Give Rise to Influence and Authority, in the Different Members of Society von 1778 wurde zuvor 1771 veröffentlicht unter dem Titel: Observations concerning the distinction of ranks in society. Darin findet sich ein kurzer Abschnitt, in dem nicht nur die Denkweise, sondern der gesamte psychische Habitus des Menschen auf Einflüsse seiner natürlichen und gesellschaftlichen Umgebung zurückgeführt werden. Dies erweiterte er zu der Auffassung, dass alle sozialen Beziehungen, auch die zwischen den Geschlechtern, durch das Wirtschaftssystem geprägt seien.

### Historical View of the English Government
Millars Darstellung der Geschichte Englands aus dem Jahre 1787 wird als Meilenstein in der Entwicklung der Geschichtsschreibung angesehen. Er stellte Vergleiche mit den Arbeiten anderer Historiker an und betonte die sozialen und ökonomischen Grundlagen der institutionellen Entwicklung in der politischen Sphäre. Damit unterscheidet er sich deutlich von seinen Vorgängern, die näher an dem waren, was heute als Fiktion gilt.

## Zitat
“I am happy to acknowledge the obligations I feel myself under to this illustrious philosopher (Adam Smith), by having, at an early period of life, had the benefit of hearing his lectures on the History of Civil Society, and of enjoying his unreserved conversation on the same subject. – The great Montesquieu pointed out the road. He was the Lord Bacon in this branch of philosophy. Dr. Smith is the Newton.”